# 増森神社
増森神社（ましもりじんじゃ）は、埼玉県越谷市の神社。

## 歴史
創建年代は不明である。かつては当社のすぐそばを古利根川が流れており、水流が渦巻いて度々水難事故が起きていた。そういう経緯から、「水の神様」を勧請したものと推測される。
1872年（明治5年）、近代社格制度に基づく「村社」に列せられ、1912年（明治45年）の神社合祀により、周辺の神社が合祀された。その際に、「水神社」から地名を冠した「増森神社」に改称した。

## 交通アクセス
- 路線バス新川橋停留所より徒歩15分。